# Pia Cayetano

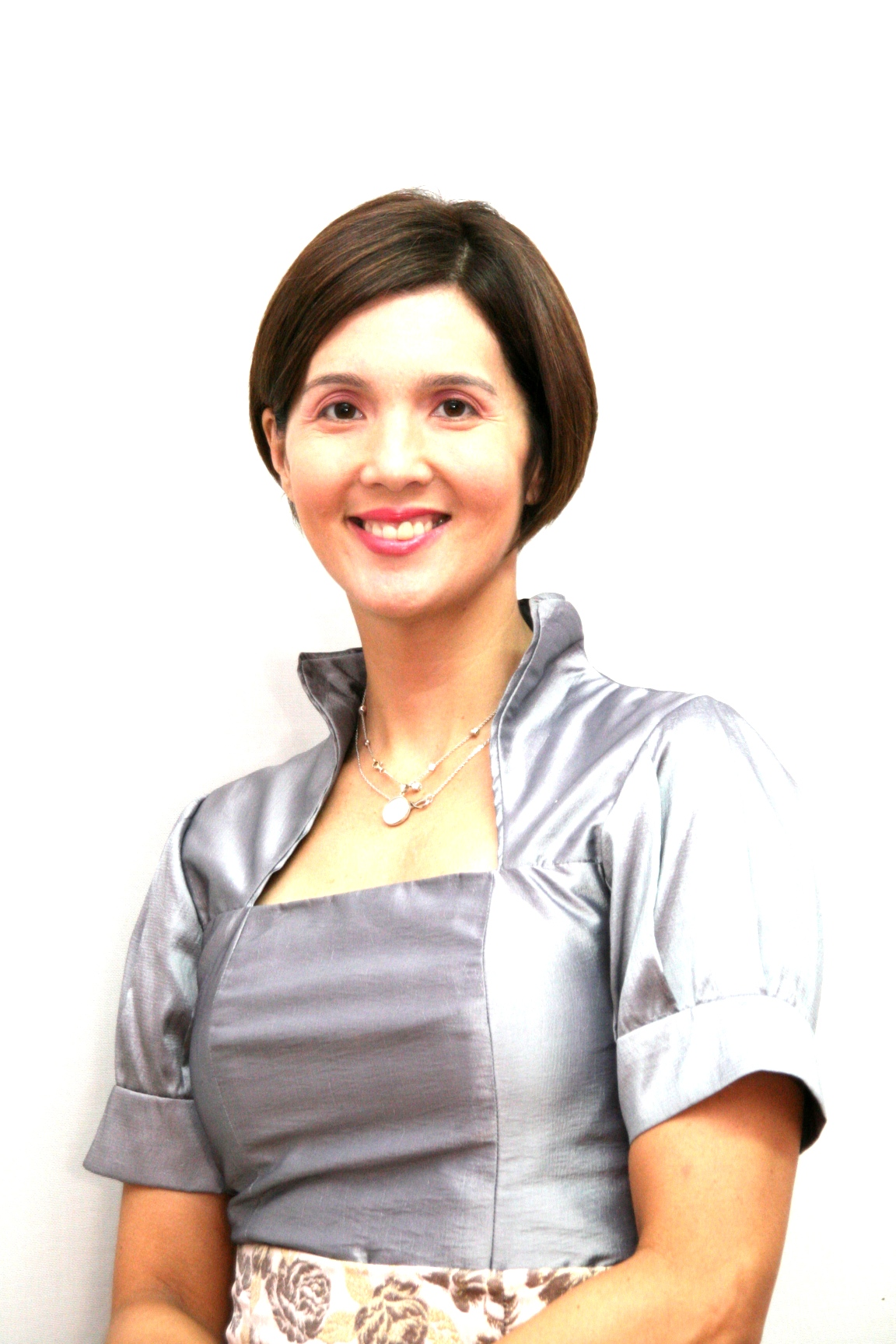
Pia Cayetano (2009)

Pilar “Pia” Juliana Schramm Cayetano–Sebastian (* 22. März 1966 in Michigan, Vereinigte Staaten) ist eine philippinische Rechtsanwältin, Moderatorin, Unternehmerin und Politikerin der Lakas-Kabalikat ng Malayang Pilipino-Christian Muslim Democrats (Lakas-CMD), die von 2004 bis 2016 Senatorin im Senat der Philippinen war. Seit 2019 ist sie erneut Mitglied des Senats.

## Leben

### Familie, Studium und berufliche Laufbahn
Pia Cayetano stammt aus einer politisch einflussreichen Familie der Zeit nach der Diktatur von Ferdinand Marcos. Sie ist die Tochter des Politikers Renato „Rene“ L. Cayetano, der zwischen 1984 und 1986 Mitglied der Batasang Pambansa sowie von 1998 bis 2003 ebenfalls Senator war. Ihr jüngerer Bruder Alan Peter Cayetano war zwischen 1998 und 2007 Mitglied im Repräsentantenhaus und von 2007 bis 2017 ebenfalls Senator. Ein weiterer Bruder, Rene Carl Cayetano, engagiert sich politisch als Mitglied des Stadtrates von Muntinlupa.
Nach dem Besuch der Elementary School und der High School studierte Pia Cayetano zunächst Wirtschaftswissenschaft an der Universität der Philippinen und schloss dieses Studium 1985 cum laude ab. Ein anschließendes postgraduales Studium der Rechtswissenschaft an der Universität der Philippinen beendete sie 1991 mit Auszeichnung.
Nach der anwaltlichen Zulassung war sie zwischen 1992 und 1995 als Rechtsanwältin in der Anwaltskanzlei Castillo, Laman Tan and Pantaleon Law Offices tätig und danach bis 1999 Rechts- und Unternehmensberaterin der Belle Corporation. Im Anschluss war sie im Jahr 2000 kurzzeitig Chefrechtsberaterin der Philweb Corporation, ehe sie danach zusammen mit ihrem Bruder Peter Alan Cayetano die Kolumne Compañero y Compañera von People’s Tonight betreute. Daneben war sie Radiomoderatorin beim Sender dzMM und Mitgastgeberin der Sendungen Ang mga Payo ni Compañero und Usapang de Kampanilla. 2001 gründete sie Maxi Group of Companies, einem Unternehmen zum Handel und Vertrieb von pädagogischem Spielzeug, Babybekleidung und Accessoires, und ist seither Präsidentin des Unternehmens.

### Senatorin

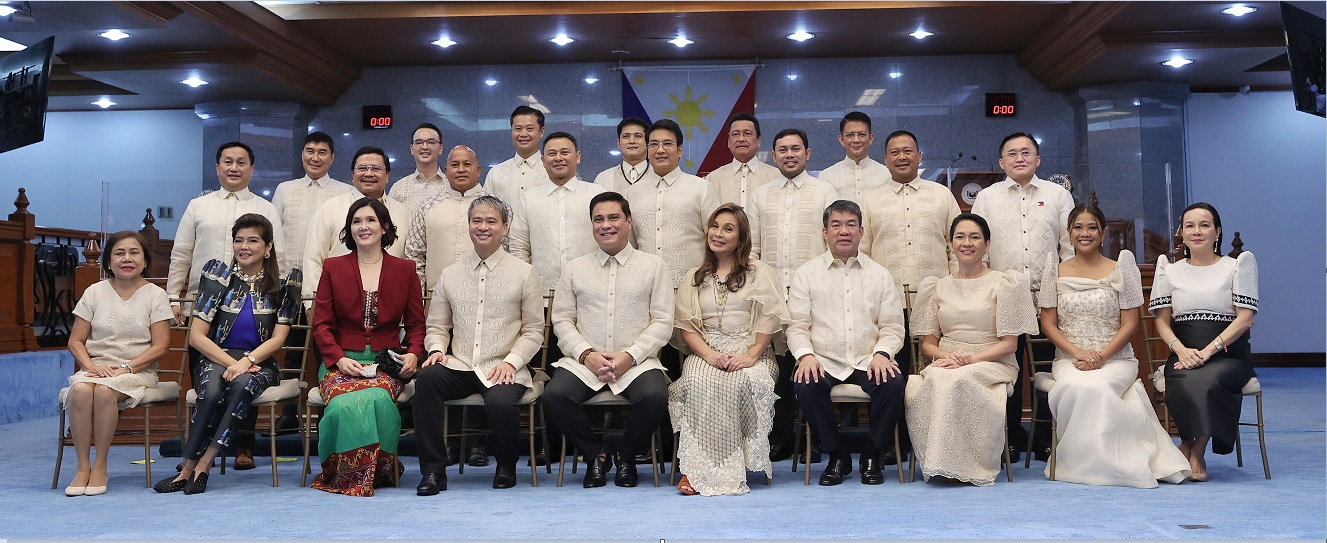
Pia Cayetano (sitzend, 3.v.l.) auf dem offiziellen Foto der Senatsmitglieder (25. Juli 2022).

Bei den Wahlen vom Mai 2004 wurde sie erstmals zur Senatorin gewählt und war damit die bisher jüngste Frau, die als Mitglied in den Senat gewählt wurde. Während ihrer ersten sechsjährigen Wahlzeit war sie unter anderem Vorsitzende des Senatsausschusses für Umwelt und natürliche Ressourcen (Committee on Environment und Natural Resources) sowie für Gesundheit und Demografie (Committee on Health and Demography).
In den folgenden Jahren widmete sie sich zahlreichen Gesetzentwürfen zum Schutz von Kindern, Senioren und Frauen sowie zum Verbraucherschutz wie Mandatory Infants and Children Health immunization Act (RA 10152), Expanded Breastfeeding Promotion Act (RA 10028), Establishment of Persons with Disability Affairs Office Act (RA 10070), Expanded Senior Citizens Act (RA 9994), Food and Drugs Administration Act (RA 9711), Magna Carta of Women (RA 9710), Universally Accessible Cheaper and Quality Medicines Act (RA 9502), National Anti-Rabies Act (9482), Environmental Awareness and Education Act (RA 9512) sowie Oil Pollution Compensation Act (RA 9483).
Des Weiteren war sie zwischen 2008 und 2010 Vorsitzende des Komitees weiblicher Parlamentarier der Interparlamentarischen Union und bekleidete damit das höchste Amt, das ein philippinischer Politiker bisher in der IPU bekleidete.
Bei den Wahlen zum Senat im Mai 2010 wurde sie mit dem sechstbesten Ergebnis als Senatorin wiedergewählt. Im 15. Kongress war sie wiederum Vorsitzende des Senatsausschusses für Gesundheit und Demografie sowie zugleich für Jugend, Frauen und Familien (Committee on Youth, Women and Family Relations). Am 30. Juni 2016 schied sie aus dem Senat aus, da sie nach zwei Amtszeiten nicht mehr wiedergewählt werden konnte. 2019 kandidierte sie erneut für den Senat und wurde mit dem viertbesten Ergebnis (19.789.019 Stimmen, 41,84 Prozent) der zwölf zu vergebenden Sitze erneut zur Senatorin gewählt. Derzeit ist sie Vorsitzende des Ausschusses für nachhaltige Entwicklungsziele, Innovation und Zukunfstdenken (Sustainable Development Goals, Innovation and Futures Thinking).